# 7573 Basfifty
7573 Basfifty este o planetă minoră (asteroid), cu un diametru de 10,015 km, din centura de asteroizi. A fost descoperită pe 4 noiembrie 1989 la Kidderminster de Brian G. W. Manning⁠(d) și a fost numită după Birmingham Astronomical Society⁠(d). 
Obiectul prezintă o orbită caracterizată de o semiaxă mare de 3,1008242 UAi, o excentricitate de 0,17, o înclinație de 2,55848 ° în raport cu ecliptica.